# Jednina
Jednina ili singular (lat. singularis) je gramatički oblik koji označava jedan predmet, pojam, bitak/biće, pojavu, osobu, itd.
Imenice se mijenjaju po broju (jednina i množina). Najčešće imaju i jedninu i množinu. Imenice koje imaju samo jedninu zovu se singularia tantum. Te imenice mogu označavati: skupinu (npr. narod, policija), tvar (npr. drvo, mlijeko) i apstraktne pojave: (npr. ljubav, mladost). I vlastita su imena singularia tantum (npr. Maja, Hrvoje).
Je li neka riječ u jednini ili množini, ne vidi se samo po njezinim morfološkim osobinama, već i po sintaktičkim pravilima slaganja (sročnosti) u rečenici, odatle „ovo povjerenstvo je odlučilo” (jednina) spram „ova povjerenstva su odlučila” (množina).